# Alfei Jürgenson
Alfei Jürgenson (* 8. April 1904 in Tallinn; † 22. August 1947) war ein estnischer Fußballspieler. Mit der estnischen Fußballnationalmannschaft nahm er an den Olympischen Sommerspielen 1924 in Paris teil.

## Karriere
Alfei Jürgenson spielte zwischen den Jahren 1924 und 1930 viermal für die estnische Nationalmannschaft. Im gleichen Zeitraum war er für den Tallinna JK in der Estnischen Liga aktiv, mit dem er zweimal die Meisterschaft gewinnen konnte. Mit der Auswahl Estlands nahm er an den Olympischen Sommerspielen in Paris teil bei dem ihm ein Länderspieleinsatz unter Trainer Ferenc Kónya verwehrt blieb. Er kam im Anschluss an das olympische Fußballturnier gegen Irland zu einem Einsatz im Stade Olympique de Colombes. Das letzte von insgesamt 4 Länderspielen, bei denen er kein Tor erzielen sollte, absolvierte er im Juni 1930 gegen Lettland in Tallinn.

## Erfolge
mit dem Tallinna JK:
- Estnischer Meister: 1926, 1928